# Palazzo della Banca Popolare di Milano
Il palazzo della Banca Popolare di Milano è un edificio storico di Milano situato in piazza Meda al civico 2.

## Storia e descrizione
Il palazzo fu costruito tra il 1928 e il 1930 su progetto dell'architetto Giovanni Greppi, incaricato dalla Banca Popolare di Milano si disegnare una nuova sede adatta alle attività crescenti della banca. Il palazzo fu realizzato in uno stile monumentale con rimandi al neoclassicismo, seguendo l'esempio del palazzo Bolchini dirimpetto: il fronte è dominato dal corpo centrale costituito da otto colonne di ordine gigante che reggono un semplice timpano triangolare. I corpi laterali presentano finestre con cornici decorate che richiamano lo stile dei palazzi della piazza.
A seguito della fusione tra BPM e Banco Popolare, il palazzo è divenuto sede legale del nuovo soggetto Banco BPM.